# Liste der Einträge im National Register of Historic Places im Deschutes County
Diese Liste der Einträge im National Register of Historic Places im Deschutes County enthält alle im Deschutes County, Oregon in das National Register of Historic Places eingetragenen Gebäude, Bauwerke, Objekte, Stätten oder historischen Distrikte.
Diese Liste entspricht dem Bearbeitungsstand des National Park Service/National Register of Historic Places vom 11. Oktober 2024.

## Legende
| NRHP | Historic Place             |
| HD   | National Historic District |

## Aktuelle Einträge
| [ 2 ] | Name                                                                     | Bild                                          | Eintragsdatum                  | Lage | Ort                          | Beschreibung |
| ----- | ------------------------------------------------------------------------ | --------------------------------------------- | ------------------------------ | --- | ---------------------------- | ------------ |
| 1     | Bend Amateur Athletic Club Gymnasium                                     | Bend Amateur Athletic Club Gymnasium          | 25. Nov. 1983 ID-Nr. 83004165  | nordöstlicher Teilbereich der Wall und Idaho Streets 44° 3′ 21,4″ N, 121° 19′ 1,5″ W                                          | Bend                         |              |
| 2     | Bend High School                                                         | weitere Bilder                                | 23. Sep. 1993 ID-Nr. 93000916  | 529 NW Wall Street 44° 3′ 23″ N, 121° 18′ 59″ W                                                                               | Bend                         |              |
| 3     | Bend Skyliners Lodge                                                     | weitere Bilder                                | 13. Juni 1978 ID-Nr. 78002285  | Skyliners Road, westlich von Bend im Deschutes National Forest 44° 1′ 52,4″ N, 121° 31′ 18,9″ W                               | Bend, Vorort                 |              |
| 4     | Charles Boyd Homestead Group                                             | Charles Boyd Homestead Group                  | 31. Aug. 1982 ID-Nr. 82003724  | 20410 Rivermall Avenue 44° 5′ 3″ N, 121° 18′ 7″ W                                                                             | Bend                         |              |
| 5     | Peter Byberg House                                                       | Peter Byberg House                            | 5. März 1998 ID-Nr. 98000204   | 153 NW Jefferson Place 44° 3′ 11,1″ N, 121° 19′ 14,9″ W                                                                       | Bend                         |              |
| 6     | Central Oregon Canal Historic District (Ward Road – Gosney Road Segment) |                                               | 18. März 2019 ID-Nr. 100003461 | zwischen der Ward und Gosney Road, zwischen der Bear Creek Road und dem Somerset Drive 44° 2′ 47,2″ N, 121° 12′ 59,7″ W       | Bend, Vorort                 |              |
| 7     | Congress Apartments                                                      | Congress Apartments                           | 1. Sep. 2000 ID-Nr. 00001020   | 221–229 NW Congress Street 44° 3′ 19″ N, 121° 19′ 20,6″ W                                                                     | Bend                         |              |
| 8     | Ed and Genevieve Deedon Homestead                                        |                                               | 6. März 2013 ID-Nr. 13000057   | 15600 Deedon Road 43° 43′ 7,7″ N, 121° 32′ 25,2″ W                                                                            | La Pine, Vorort              |              |
| 9     | Deschutes County Library                                                 | Deschutes County Library                      | 23. Sep. 1993 ID-Nr. 93000914  | 507 NW Wall Street 44° 3′ 22,6″ N, 121° 19′ 3,4″ W                                                                            | Bend                         |              |
| 10    | Downing Building                                                         | Downing Building                              | 26. Nov. 2004 ID-Nr. 04001262  | 1033–1035 NW Bond Street 44° 3′ 34,6″ N, 121° 18′ 43″ W                                                                       | Bend                         |              |
| 11    | Drake Park Neighborhood Historic District                                | weitere Bilder                                | 3. Juni 2005 ID-Nr. 05000380   | zwischen der Broadway Street, Riverside Boulevard, Turnalo Avenue und Franklin Avenue 44° 3′ 30″ N, 121° 19′ 10″ W            | Bend                         |              |
| 12    | Elk Lake Guard Station                                                   | Elk Lake Guard Station                        | 23. Apr. 2009 ID-Nr. 09000240  | Forest Road 46, im Deschutes National Forest 43° 58′ 58,2″ N, 121° 48′ 23,5″ W                                                | Bend, Vorort                 |              |
| 13    | First Presbyterian Church of Redmond                                     | weitere Bilder                                | 3. Sep. 2001 ID-Nr. 01000931   | 641 SE Cascade Avenue 44° 16′ 30″ N, 121° 10′ 26″ W                                                                           | Redmond                      |              |
| 14    | Jonathan N. B. Gerking Homestead                                         | Jonathan N. B. Gerking Homestead              | 27. Mai 1999 ID-Nr. 99000644   | 65725 Gerking Market Road 44° 11′ 10″ N, 121° 20′ 38″ W                                                                       | Bend                         |              |
| 15    | Goodwillie–Allen House                                                   | weitere Bilder                                | 25. Mai 2007 ID-Nr. 07000493   | 875 NW Brooks Street 44° 3′ 33,8″ N, 121° 18′ 53,9″ W                                                                         | Bend                         |              |
| 16    | Benjamin Hamilton House                                                  | Benjamin Hamilton House                       | 15. März 2000 ID-Nr. 00000228  | 552 NW State Street 44° 3′ 29,4″ N, 121° 19′ 11,3″ W                                                                          | Bend                         |              |
| 17    | Hope–Van Allen House                                                     | Hope–Van Allen House                          | 10. Mai 2001 ID-Nr. 01000495   | 352 NW Drake Road 44° 3′ 42,4″ N, 121° 19′ 6,6″ W                                                                             | Bend                         |              |
| 18    | I.O.O.F. Organization Camp, Paulina Lake                                 | I.O.O.F. Organization Camp, Paulina Lake      | 14. Juli 1983 ID-Nr. 83002148  | Forest Road 21, am Newberry National Volcanic Monument im Deschutes National Forest 43° 42′ 22″ N, 121° 15′ 27,6″ W           | La Pine, Vorort              |              |
| 19    | Simpson E. Jones House                                                   | Simpson E. Jones House                        | 15. März 2000 ID-Nr. 00000227  | 1535 NW Awbrey Road 44° 3′ 47,5″ N, 121° 18′ 57,7″ W                                                                          | Bend                         |              |
| 20    | Thomas McCann House                                                      | Thomas McCann House                           | 1. Apr. 1980 ID-Nr. 80003311   | 440 NW Congress Street 44° 3′ 24″ N, 121° 19′ 11,2″ W                                                                         | Bend                         |              |
| 21    | McKenzie Highway Historic District                                       | weitere Bilder                                | 7. Feb. 2011 ID-Nr. 10001215   | Oregon Route 242 44° 14′ 55″ N, 121° 50′ 18″ W                                                                                | Sisters und Belknap Springs  |              |
| 22    | Robert D. Moore House                                                    | Robert D. Moore House                         | 19. Mai 1999 ID-Nr. 99000603   | 545 NW Congress Street 44° 3′ 28,4″ N, 121° 19′ 9,8″ W                                                                        | Bend                         |              |
| 23    | New Redmond Hotel                                                        | New Redmond Hotel                             | 28. Okt. 1980 ID-Nr. 80003312  | 521 S. 6th Street 44° 16′ 21″ N, 121° 10′ 23″ W                                                                               | Redmond                      |              |
| 24    | New Taggart Hotel                                                        | weitere Bilder                                | 29. Feb. 1988 ID-Nr. 88000087  | 215 NW Greenwood Avenue 44° 3′ 35″ N, 121° 18′ 39″ W                                                                          | Bend                         |              |
| 25    | O’Kane Building                                                          | weitere Bilder                                | 6. Nov. 1986 ID-Nr. 86002965   | 115 NW Oregon Avenue 44° 3′ 32,7″ N, 121° 18′ 45,7″ W                                                                         | Bend                         |              |
| 26    | Milton Odem House                                                        | Milton Odem House                             | 21. Feb. 1997 ID-Nr. 97000139  | 623 SW 12th Street 44° 16′ 16,2″ N, 121° 10′ 51,5″ W                                                                          | Redmond                      |              |
| 27    | Old Town Historic District                                               | weitere Bilder                                | 29. Juni 2001 ID-Nr. 01000681  | zwischen der Arizona Avenue, Wall Street, Broadway Street, Franklin Avenue und Division Street 44° 3′ 12″ N, 121° 18′ 33,8″ W | Bend                         |              |
| 28    | Old US Post Office                                                       | weitere Bilder                                | 14. Feb. 1985 ID-Nr. 85000293  | 745 NW Wall Street 44° 3′ 28,7″ N, 121° 18′ 56,2″ W                                                                           | Bend                         |              |
| 29    | Paulina Lake Guard Station                                               | weitere Bilder                                | 11. Apr. 1986 ID-Nr. 86000825  | im Deschutes National Forest 43° 42′ 42″ N, 121° 16′ 33″ W                                                                    | Bend                         |              |
| 30    | Petersen Rock Garden                                                     | weitere Bilder                                | 30. Okt. 2013 ID-Nr. 13000859  | 7930 SW 77th Street 44° 12′ 12,9″ N, 121° 15′ 46,1″ W                                                                         | Redmond, Vorort              |              |
| 31    | Pictograph Site                                                          |                                               | 17. Juli 2009 ID-Nr. 09000532  | Adresse nicht veröffentlicht                                                                                                  | Brothers                     |              |
| 32    | Pilot Butte Canal: Downtown Redmond Segment Historic District            | weitere Bilder                                | 10. Juli 2017 ID-Nr. 100001303 | entlang dem NW Canal Boulevard, zwischen der NW Quince Avenue und NW Dogwood Avenue 44° 17′ 19,3″ N, 121° 10′ 5,3″ W          | Redmond                      |              |
| 33    | Pilot Butte Canal Historic District                                      | weitere Bilder                                | 8. Feb. 2016 ID-Nr. 15001052   | zwischen der Cooley, Overtree und Yeoman Roads, mit dem Brightwater Drive 44° 6′ 8,6″ N, 121° 16′ 17″ W                       | Bend                         |              |
| 34    | George Palmer and Dorothy Binney Putnam House                            | George Palmer and Dorothy Binney Putnam House | 29. Mai 1998 ID-Nr. 98000607   | 606 NW Congress Street 44° 3′ 28,2″ N, 121° 19′ 6,2″ W                                                                        | Bend                         |              |
| 35    | Redmond Downtown Historic District                                       | weitere Bilder                                | 30. Okt. 2017 ID-Nr. 100001771 | zwischen der SW 6th Street und SW Cascade Avenue, inklusive der SW Forest Avenue 44° 16′ 23,5″ N, 121° 10′ 27,5″ W            | Redmond                      |              |
| 36    | Reid School                                                              | weitere Bilder                                | 16. Okt. 1979 ID-Nr. 79002053  | 460 NW Wall Street 44° 3′ 19,1″ N, 121° 19′ 1,6″ W                                                                            | Bend                         |              |
| 37    | Rock O’ the Range Bridge                                                 | weitere Bilder                                | 29. Nov. 1979 ID-Nr. 79002054  | nördlich von Bend 44° 7′ 23,2″ N, 121° 17′ 7,1″ W                                                                             | Bend                         |              |
| 38    | Santiam Wagon Road                                                       | weitere Bilder                                | 23. Sep. 2010 ID-Nr. 10000795  | im Willamette National Forest und Deschutes National Forest 44° 25′ 28,9″ N, 121° 50′ 44,2″ W                                 | Cascadia und Sisters, Vorort |              |
| 39    | Evan Andreas Sather House                                                | Evan Andreas Sather House                     | 27. Juni 1997 ID-Nr. 97000577  | 7 NW Tumalo Avenue 44° 3′ 22,1″ N, 121° 19′ 8,4″ W                                                                            | Bend                         |              |
| 40    | Sisters High School                                                      | weitere Bilder                                | 2. März 2006 ID-Nr. 06000095   | 115 N. Locust Street 44° 17′ 28″ N, 121° 32′ 35,9″ W                                                                          | Sisters                      |              |
| 41    | N. P. Smith Pioneer Hardware Store                                       | N. P. Smith Pioneer Hardware Store            | 5. Apr. 1984 ID-Nr. 84002980   | 935–937 NW Wall Street 44° 3′ 33,8″ N, 121° 18′ 50″ W                                                                         | Bend                         |              |
| 42    | D. H. Sphier Building                                                    | D. H. Sphier Building                         | 25. Juni 2020 ID-Nr. 100005322 | 901 NW Bond Street 44° 3′ 30,8″ N, 121° 18′ 48″ W                                                                             | Bend                         |              |
| 43    | B. A. and Ruth Stover House                                              | B. A. and Ruth Stover House                   | 20. Feb. 1992 ID-Nr. 92000061  | 1 NW Rocklyn Road 44° 3′ 39,2″ N, 121° 19′ 6,2″ W                                                                             | Bend                         |              |
| 44    | Norman and Frances Swanson House                                         |                                               | 6. Juni 2022 ID-Nr. 100007384  | 327 NW Canyon Drive 44° 16′ 43,8″ N, 121° 10′ 56,3″ W                                                                         | Redmond                      |              |
| 45    | Trinity Episcopal Church                                                 | Trinity Episcopal Church                      | 23. Sep. 1993 ID-Nr. 93000915  | 469 NW Wall Street 44° 3′ 20,4″ N, 121° 19′ 4,4″ W                                                                            | Bend                         |              |
| 46    | Emil and Ottilie Wienecke House                                          | Emil and Ottilie Wienecke House               | 29. Mai 2008 ID-Nr. 08000472   | 1325 NW Federal Street 44° 3′ 41,4″ N, 121° 19′ 30,7″ W                                                                       | Bend                         |              |
| 47    | William T. E. Wilson Homestead                                           |                                               | 5. März 1998 ID-Nr. 98000205   | 70300 Camp Polk Road 44° 18′ 15,8″ N, 121° 30′ 7,9″ W                                                                         | Sisters                      |              |